# De Spelerij - Uitvinderij
De Spelerij - Uitvinderij is een speel- en doepark voor kinderen en families, gelegen in de Nederlandse plaats Dieren. Het park bevat een combinatie van speelse kunstobjecten, experimentele installaties en educatieve werkplaatsen.

## Geschiedenis
De Spelerij werd in 1975 opgericht door beeldhouwer en kunstenaar Jos Spanbroek. Hij was van huis uit schoenmaker maar werkte steeds meer als etaleur, poppenspeler en kunstenaar. Zijn vrouw Riet was kleuterjuf.  Samen gaven ze voorstellingen op kleuter- en basisscholen.
Dankzij het netwerk dat Spanbroek zo opbouwde verkreeg hij op basis van de percentageregeling beeldende kunst opdrachten om kunstobjecten te maken voor nieuw te bouwen scholen. Hij is ook de geestelijk vader van de Sprankelplekken. De kunst- en speelobjecten die hij maakte liet hij in de achtertuin te Ellecom door kinderen uittesten. In 1983 opende het echtpaar speeltuin De Spelerij te Dieren. Dit werd een succes dankzij de vele schoolklassen die bij wijze van schoolreisje langs kwamen vanwege de combinatie van ervarend leren en ontspanning.
De Uitvinderij werd later toegevoegd, het is een educatief gedeelte waar kinderen onder begeleiding zelf kunnen werken met technieken als lassen, houtbewerking en kunststofbewerking.

## Waardering
In 2015 werden Jos Spanbroek en Riet Spanbroek-Reinders geridderd in de Orde van Oranje-Nassau.  

## Externe bron
Officiële Website